# ويليام كوالسكي
ويليام كوالسكي (بالإنجليزية: William Kowalski)‏ (3 أغسطس 1970)؛ روائي أمريكي.

## الحياة الشخصية
كوالسكي متزوج من ألكسندرا نيدرجارد (مواليد 1968، تورونتو)، ولديهم طفلان.[بحاجة لمصدر]